# Basilaki

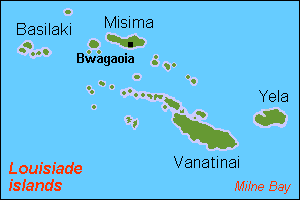
Översiktskarta

Basilaki (Tok pisin Basilaki Ailan) är en ö bland Louisiadeöarna som tillhör Papua Nya Guinea i västra Stilla havet.

## Geografi
Basilaki utgör en del av Milne Bay-provinsen och ligger cirka 150 km sydöst om Port Moresby. Ön utgör tillsammans med de två större grannöarna Sarabi och Sideia i söder den västligaste delen i Louisiadeöarna. Dess geografiska koordinater är 10°61′ S och 151°05′ Ö.
Ön är av vulkaniskt ursprung och har en area om ca 101 km² med en längd på ca 18 km och en bredd på cirka 7 km. Den högsta höjden Mount Fairfax är på cirka 530 m ö.h.
Befolkningen uppgår till cirka 1.000 invånare   |1. Största delen bor i huvudorten Basilaki som ligger på öns sydvästra del.

## Historia
Louisiadeöarna beboddes troligen av polynesier sedan ca 1500 f Kr. De upptäcktes förmodligen redan 1606 av spanske kapten Luis Váez de Torres och utforskades 1768 av Louis Antoine de Bougainville som namngav dem efter dåvarande franske kungen Louis XV.
1942 utspelades ett större slag (Slaget om Korallhavet) nära öarna under USA:s framryckning mot Japan.